# Centro de Tênis Olympic Green

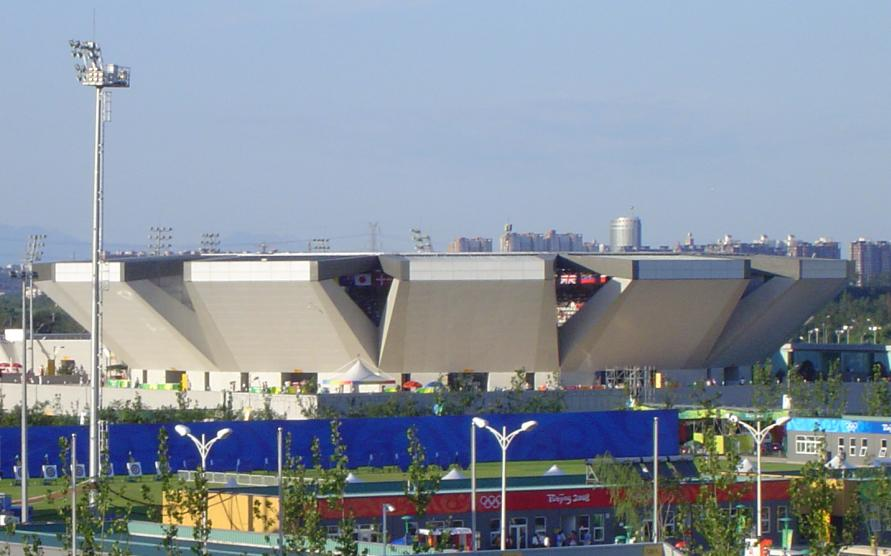
Ginásio da Universidade de Pequim

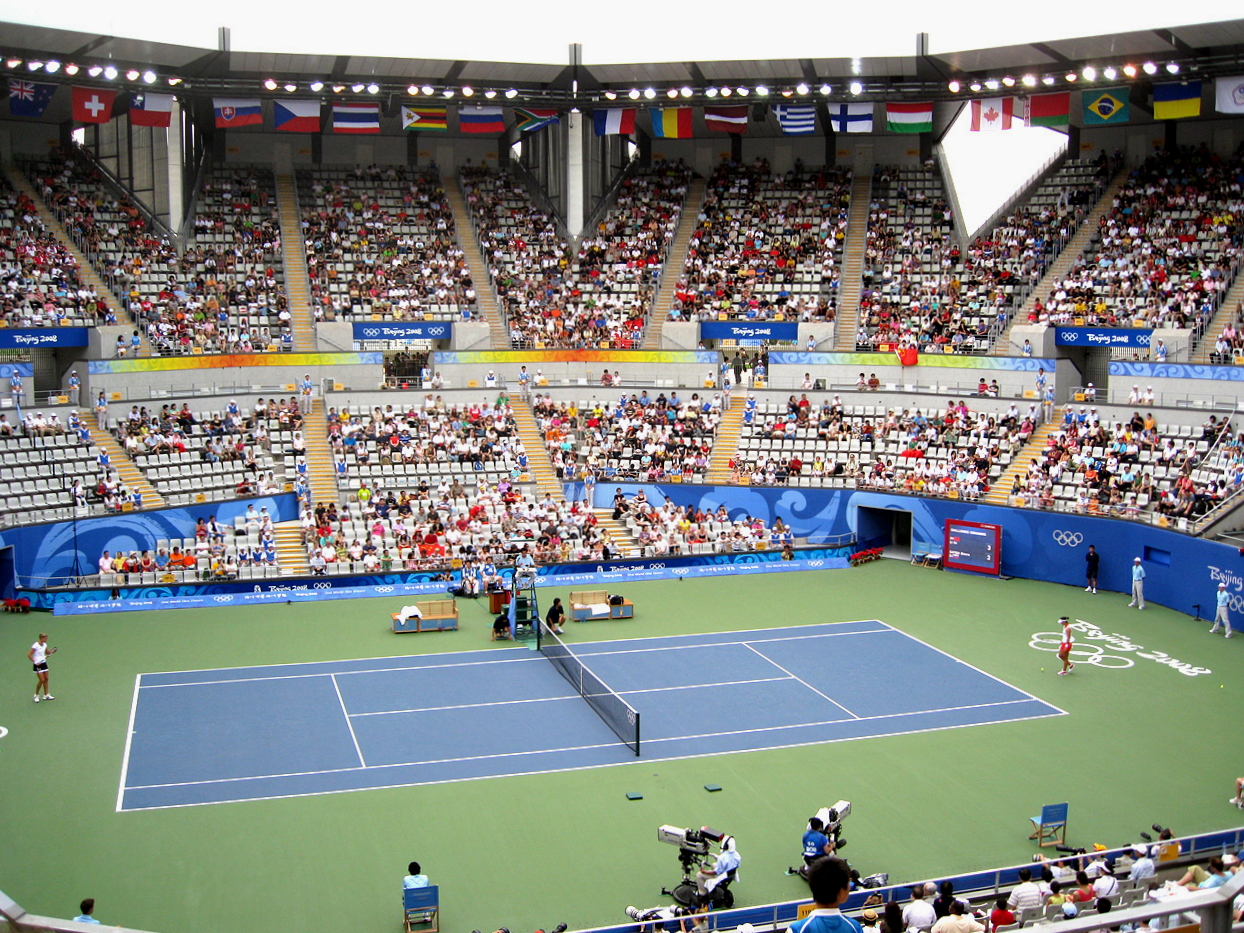
Visão interna do Centro de Tênis

O Centro de Tênis Olympic Green é uma quadra para a prática do tênis localizado no Olympic Green, parque que concentrou as principais instalações dos Jogos Olímpicos de Verão de 2008. Foi aberto em 1 de outubro de 2007. Nos Jogos Olímpicos e Paraolímpicos de 2008, sediou as competições de tênis e tênis em cadeira de rodas.
O Centro tem uma área de 26.514 m², 10 quadras de competição e 6 de treinamentos, com capacidade para 17.400 pessoas. O projeto personifica o conceito de Olimpíadas Verdes, Olimpíadas Hi-Tech e Jogos do Povo.